# En bar i Folies Bergère
En bar i Folies Bergère (franska: Un bar aux Folies Bergère) är en oljemålning från 1882 av den franska konstnären Édouard Manet. Den ägs idag av Courtauld Institute of Art i London.
Målningen visar en värdinna på nattklubben Folies Bergère i Paris. Den visades på Parissalongen 1882 och ägdes därefter i många år av den franske kompositören Emmanuel Chabrier. 